# Томас Крафт
Томас Крафт (нім. Thomas Kraft, нар. 22 липня 1988, Кірхен) — німецький футболіст, що грав на позиції воротаря.
Виступав, зокрема, за клуби «Баварія II», «Баварія» та «Герта», а також юнацьку збірну Німеччини.
Володар Суперкубка Німеччини.

## Клубна кар'єра
Народився 22 липня 1988 року в місті Кірхен.
У дорослому футболі дебютував 2006 року виступами за команду «Баварія II», в якій провів п'ять сезонів, взявши участь у 102 матчах чемпіонату.  Більшість часу, проведеного у складі команди дублерів мюнхенської «Баварії», був основним голкіпером команди.
Своєю грою за цю команду привернув увагу представників тренерського штабу головної команди «Баварії», до складу якого приєднався 2010 року. Відіграв за мюнхенський клуб наступний сезон своєї ігрової кар'єри.
У 2011 році перейшов до клубу «Герта», за який відіграв 9 сезонів. Завершив професійну кар'єру футболіста виступами за команду «Герта» (Берлін) у 2020 році.

## Виступи за збірні
У 2004 році дебютував у складі юнацької збірної Німеччини (U-16), загалом на юнацькому рівні взяв участь у 5 іграх, пропустивши 2 голи.

## Титули і досягнення
- Володар Суперкубка Німеччини (1):

«Баварія»: 2010